# Чуйко Сергій Михайлович
Серѓій Мих́айлович Чуйќо (24 вересня 1959, м. Слов'янськ, Сталінська область, Українська РСР, СРСР) — український математик, доктор фізико-математичних наук, професор, в.о. ректора Слов'янського державного педагогічного університету, дійсний член Американського математичного товариства.

## Життєпис
З 1987 р. працює в Слов'янському державному педагогічному університеті. 
З 1998 р. — завідувач кафедри економіко-математичних дисциплін і математичного аналізу. 
З 2002 р. — проректор по заочному навчанню, проректор з науково-методичної роботи та науково-педагогічної роботи.
У 1993 р. захистив кандидатську дисертацію «Автономні крайові задачі в критичних випадках».
У 2009 р. захистив докторську дисертацію «Нетерові крайові задачі для імпульсних диференціальних рівнянь».
З 2009 р. керівник міжвідомчої лабораторії «Крайові задачі теорії диференціальних рівнянь» відкритої на базі Слов'янського державного педагогічного університету спільно з Інститутом математики НАН України.

## Основні наукові праці
Професор С. М. Чуйко — автор трьох науково-методичних посібників, понад 122-х праць з теорії нелінійних коливань, та 17 з теорії викладання математики.
- Бойчук А. А., Чуйко С. М. «Автономные слабонелинейные краевые задачи» Дифференц. уравнения. 1992. № 10. С. 1668—1674.
- Бойчук А. А., Чуйко С. М. «Обобщенный оператор Грина линейной квазипериодической задачи» Дифференциальные уравнения. 1996. № 9. С. 450—457.
- Чуйко С. М. «Почти-периодические решения слабонелинейных систем в критических случаях» Доклады Академии наук. РАН. Т. 359, № 3, 1998. С. 316—318.
- Чуйко С. М. «Обобщенный оператор Грина краевой задачи с импульсным воздействием» Дифференц. уравнения. № 8. 2001. С. 1132—1135.
- Чуйко С. М. «Возникновение решений линейной нетеровой краевой задачи» Укр. мат. журн. 2007. Т. 59, № 8. C. 1148—1152.
- Бойчук А. А., Чуйко С. М. «Бифуркация решений импульсной краевой задачи» Нелінійні коливання. 2008, № 1. С. 21–31.

## Нагороди
- Нагрудний знак «Василь Сухомлинський»
- Нагрудний знак «Відмінник освіти України»